# Kada Akkar
Kada Akkar (arab. محافظة عكار) – dystrykt w muhafazie Dystrykt Północny, na północy Libanu. Stolicą dystryktu jest Halba.